# U 95 (U-Boot, 1940)
U 95 war ein deutsches U-Boot vom Typ VII C, das im Zweiten Weltkrieg von der deutschen Kriegsmarine eingesetzt wurde. Wie das Schwesterboot U 96 ("Das Boot") spielte auch U 95 bei einem zeitgenössischen U-Boot-Blockbuster eine Rolle ("U-Boote westwärts!"). Einzelne Besatzungsmitglieder wurden im Sommer 1940 als Komparsen zu den Dreharbeiten abkommandiert. U 95 wurde am 28. November 1941 vom niederländischen U-Boot O 21 versenkt, wobei 35 Besatzungsmitglieder starben und 12 Kriegsgefangene der Niederländer wurden, darunter der Kommandant Gerd Schreiber.

## Geschichte
Der Auftrag für das Boot wurde am 30. Mai 1938 an die Germaniawerft in Kiel vergeben. Die Kiellegung erfolgte am 16. September 1939, der Stapellauf am 18. Juli 1940, die Indienststellung unter Kapitänleutnant Gerd Schreiber fand schließlich am 31. August 1940 statt. Wie viele deutsche U-Boote dieser Zeit trug auch U 95 ein bootsspezifisches Zeichen, das von der Besatzung ausgewählt worden war: ein Frosch mit einem Regenschirm auf einem Stuhl über unruhigem Wasser.
Das Boot gehörte nach seiner Indienststellung am 31. August 1940 bis zu seiner Versenkung am 28. November 1941 als Ausbildungs- und Frontboot zur 7. U-Flottille erst in Kiel und dann in St. Nazaire.

## Einsatzstatistik
Kommandant Schreiber lief mit U 95 während seiner Dienstzeit zu sieben Unternehmungen aus, auf denen er acht Schiffe mit einer Gesamttonnage von 28.415 BRT versenkte und vier mit einer Gesamttonnage von 27.916 BRT beschädigte.

### Erste Unternehmung
Das Boot lief am 20. November 1940 um 8.15 Uhr von Kiel aus und lief am 6. Dezember 1940 um 14.00 Uhr in Lorient ein. Auf dieser 15 Tage dauernden und zirka 3.100 sm über und 124 sm unter Wasser langen Unternehmung in den Nordatlantik wurde ein Schiff mit 1.860 BRT versenkt und zwei Schiffe mit 9.674 BRT beschädigt.
- 27. November 1940: Versenkung des britischen Dampfers Irene Maria mit 1.862 BRT. Der Dampfer wurde durch einen Torpedo versenkt. Er fuhr in Ballast und war auf dem Weg von Southampton und Milford Haven nach Bridgewater. Das Schiff war ein Nachzügler des Konvoi OB-248 mit 46 Schiffen. Es war ein Totalverlust mit 25 Toten.
- 28. November 1940: Beschädigung des norwegischen Dampfers Ringhorn mit 1.298 BRT. Der Dampfer wurde durch Artillerie beschädigt. Er hatte Kohle geladen und befand sich auf dem Weg von Port Talbot nach Saint John. Er wurde am 4. Februar 1941 von U 52 versenkt.
- 2. Dezember 1940: Beschädigung des britischen Tankers Conch mit 8.376 BRT. Der Tanker wurde durch drei Torpedos beschädigt. Er hatte 11.214 t Heizöl geladen und befand sich auf dem Weg von Trinidad über die Bermudas zum Clyde. Er wurde noch am gleichen Tag von U 99 versenkt. Das Schiff war ein Nachzügler des Konvois Konvoi HX-90.

### Zweite Unternehmung
Das Boot lief am 16. Dezember 1940 um 17.10 Uhr von Lorient aus und lief am 14. Januar 1941 um 16.30 Uhr wieder dort ein. Auf dieser 29 Tage dauernden und zirka 5.150 sm über und 245 sm unter Wasser dauernden Unternehmung in den Nordatlantik und westlich des Nordkanals wurde ein Schiff mit 12.823 BRT beschädigt.
- 26. Dezember 1940: Beschädigung des britischen Motorschiffes Waiotira mit 12.823 BRT. Das Schiff wurde durch zwei Torpedos beschädigt. Es hatte 7.000 t Stückgut geladen und befand sich auf dem Weg von Sydney über Panama nach Großbritannien. Es wurde am 27. Dezember 1940 von U 38 versenkt.

### Dritte Unternehmung
Das Boot lief 16. Februar 1941 um 18.30 Uhr von Lorient aus und lief am 19. März 1941 um 18.30 Uhr in St. Nazaire ein. Auf dieser 31 Tage dauernden und zirka 5.790 sm über und 174 sm unter Wasser langen Unternehmung in den Nordatlantik, westlich von Irland, wurden fünf Schiffe mit 23.880 BRT versenkt.
- 24. Februar 1941: Versenkung des britischen Dampfers Cape Nelson (Lage) mit 3.807 BRT. Der Dampfer wurde durch einen Torpedo versenkt. Er fuhr in Ballast und war auf dem Weg von Hull nach New York. Das Schiff gehörte zum Konvoi OB-288 mit 46 Schiffen. Es gab vier Tote und 34 Überlebende.
- 24. Februar 1941: Versenkung des britischen Dampfers Temple Moat (Lage) mit 4.427 BRT. Der Dampfer wurde durch einen Torpedo versenkt. Er hatte 6.130 t Kohle geladen und war auf dem Weg von Blyth nach Buenos Aires. Das Schiff war ein Nachzügler des Konvois OB-288. Es war ein Totalverlust mit 42 Toten.
- 24. Februar 1941: Versenkung des britischen Dampfers Marslew (Lage) mit 4.542 BRT. Der Dampfer wurde durch einen Torpedo versenkt. Er hatte 6.000 t Stückgut geladen und war auf dem Weg von Glasgow und Liverpool nach Montevideo. Das Schiff gehörte zum Aufgelösten Konvoi OB-288. Es gab 13 Tote und 23 Überlebende.
- 2. März 1941: Versenkung des britischen Dampfers Pacific mit 6.034 BRT. Der Dampfer wurde durch einen Torpedo versenkt. Er hatte 9.000 t Stahl sowie Schrott geladen und war auf dem Weg von New York über Halifax (Neuschottland) nach Grangemouth. Das Schiff gehörte dem Konvoi HX-109 an. Es gab 34 Tote und einen Überlebenden.
- 5. März 1941: Versenkung des schwedischen Motorschiffes Murjek mit 5.070 BRT. Das Schiff wurde durch drei Torpedos versenkt. Es hatte eine unbekannte Fracht und war auch dem Weg Santos über Freetown nach Göteborg. Es war ein Totalverlust mit 31 Toten.

### Vierte Unternehmung
Das Boot lief am 12. April 1941 um 17.30 Uhr von St. Nazaire aus und lief am 13. Mai 1941 um 8.30 Uhr wieder dort ein. Auf dieser 31 Tage dauernden und 6.202 sm über und 183 sm unter Wasser langen Unternehmung in den Nordatlantik, südwestlich von Island, wurde ein Schiff mit 4.873 BRT versenkt.
- 30. Mai 1941: Versenkung des norwegischen Motorschiffes Taranger mit 4.873 BRT. Das Schiff wurde durch zwei Torpedos versenkt. Es fuhr in Ballast und war auf dem Weg von Liverpool nach Los Angeles. Es gab zwei Tote und 32 Überlebende.

### Fünfte Unternehmung
Das Boot lief am 30. Juni 1941 von St. Nazaire aus und lief am 31. Juli 1941 um 13.00 Uhr wieder dort in. Auf dieser 32 Tage dauernden und zirka 6.300 sm über und 130 sm unter Wasser langen Unternehmung in den Mittelatlantik und dem Nordatlantik wurde ein Schiff mit 5.419 BRT beschädigt.
- 20. Juli 1941: Beschädigung des britischen Motorschiffes Palma mit 5.419 BRT. Das Schiff wurde durch Artilleriebeschuss beschädigt. Es wurde am 29. Februar 1944 von U 183 versenkt.

### Sechste Unternehmung
Das Boot lief am 21. August 1941 um 16.30 Uhr von St. Nazaire aus und lief am 20. September 1941 um 9.35 Uhr in Lorient ein. Auf dieser 30 Tage dauernden und zirka 5.400 sm über und 135 sm unter Wasser langen Unternehmung in den Nordatlantik, südwestlich von Irland, wurde ein Schiff mit 434 BRT versenkt. U 95 gehörte zur Gruppe mit dem Tarnnamen „Bosemüller“.
- 6. September 1941: Versenkung des panamaischen Motorschiffes Trinidad mit 434 BRT. Das Schiff wurde durch Artillerie versenkt. Es hatte Portwein und Kork geladen und befand sich auf dem Weg von Lissabon nach Dublin. Es gab keine Verluste, 10 Überlebende.[3]

### Siebte Unternehmung
Das Boot lief am 19. November 1941 um 17.30 Uhr von Lorient aus und wurde am 28. November 1941 versenkt. Auf dieser neun Tage dauernden Unternehmung, in der am 26. November 1941 die Straße von Gibraltar passiert und im Mittelmeer vor Gibraltar operiert wurde, wurden keine Schiffe versenkt oder beschädigt.

## Verbleib

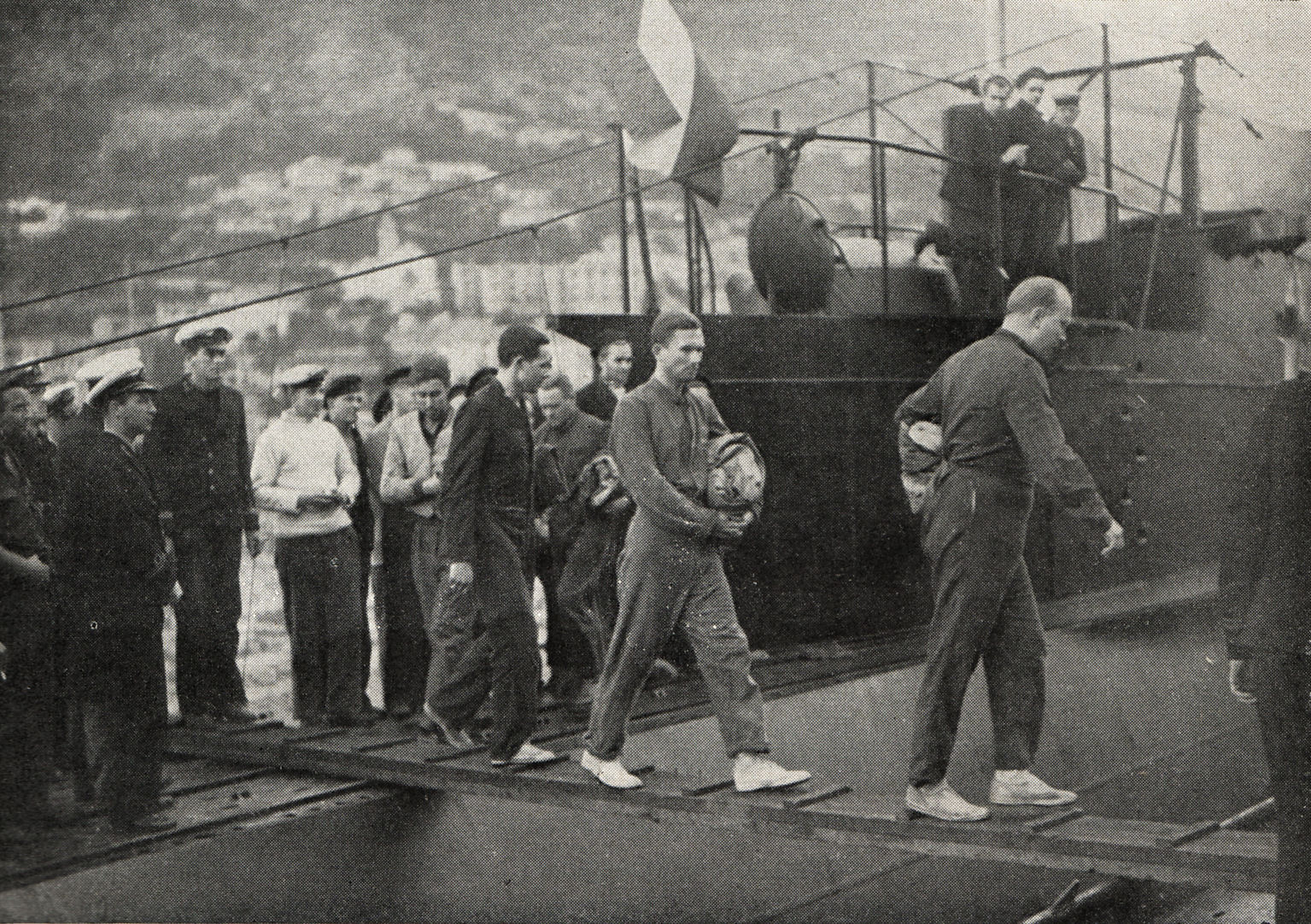
Die Niederländer liefern ihre Gefangenen von U 95 in Gibraltar ab

Kommandant Schreiber bekam den Befehl, mit U 95 am 22. November 1941 von Lorient in Frankreich aus zu Operationen ins Mittelmeer zu verlegen. Das Boot passierte am 26. November Gibraltar. Am 28. November um 00:50 Uhr wurde U 95 von einem Torpedo des niederländischen U-Boots O 21 unter dem Kommando von Johannes Frans van Dulm im Mittelmeer südwestlich von Almería auf der Position 36° 24′ N, 3° 20′ W im Marine-Planquadrat CH 7435 getroffen und versenkt. 35 Besatzungsmitglieder kamen dabei ums Leben, während zwölf – darunter der Kommandant, drei weitere Offiziere und ein Kriegsberichterstatter – von van Dulms Männern als Kriegsgefangene an Bord ihres U-Boots geholt und in Gibraltar den Briten übergeben wurden. Schreiber hatte den Kriegsberichterstatter auf den Turm gerufen, um ihn zum Zeugen der Versenkung eines feindlichen U-Boots zu machen, doch kam ihm O 21 mit seinen Torpedos zuvor. Van Dulm erhielt für die Versenkung von U 95 den britischen Distinguished Service Order. Schreiber und der Kommandant von U 433, Hans Ey, konnten in Gibraltar zunächst fliehen, wurden jedoch noch vor der spanischen Grenze wieder gefangen und umgehend nach London geschickt.
U 95 verlor während seiner Dienstzeit vor der Versenkung keine Besatzungsmitglieder.